# Mountain Springs (Nevada)
Mountain Springs es una pequeña área no incorporada ubicada en el condado de Clark, Nevada, Estados Unidos.

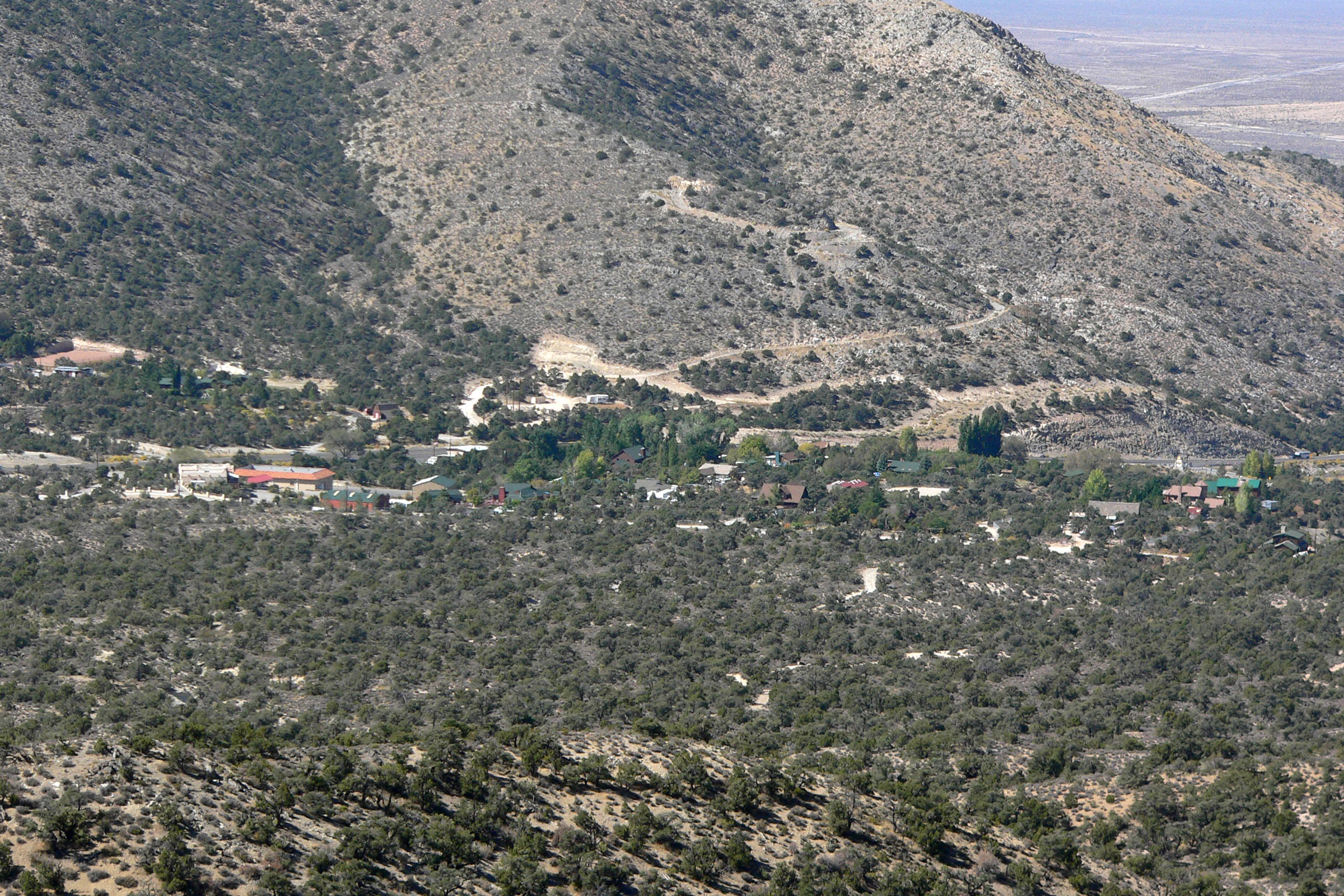
Imagen panorámica de Mountain Springs

Se encuentra en el paso por Spring Mountains a través de la autopista 160 que conecta a Las Vegas y Pahrump. Entre los edificios públicos se incluyen una estación de bomberos y un salón.